# Hilde De Ridder-Symoens
Hilde De Ridder-Symoens (Sint-Jans-Molenbeek, 19 april 1943 - Gent, 5 maart 2023) was een Belgisch hoogleraar, specialiste middeleeuwse geschiedenis.

## Levensloop
Hilde Symoens bracht haar jeugd door in Belgisch-Congo en liep middelbare school in het koninklijke atheneum van Leopoldstad. In 1960 naar België teruggekeerd, promoveerde ze in 1964 tot licentiaat in de geschiedenis en in 1969 tot doctor in de geschiedenis, beiden aan de Rijksuniversiteit Gent, met een proefschrift, onder de leiding van professor Raoul Van Caenegem, gewijd aan de Brabantse studenten in de Universiteit van Orléans tussen 1444 en 1555.
Ze vervolgde met onderzoek betreffende onderwijs en ambtsdragers tijdens de late middeleeuwen en de moderne tijd in de Lage landen. Meer algemeen bestudeerde ze de internationale mobiliteit van studenten tijdens de middeleeuwen en de moderne tijden. Ze spitste haar onderzoek verder toe op de geschiedenis van het onderwijs en van de universiteiten.
Ze werd hoogleraar Middeleeuwse geschiedenis aan de Vrije Universiteit Amsterdam (1986-2001) en hoogleraar Geschiedenis Moderne Tijd aan de Universiteit Gent (2001-2008).
Ze was ook gasthoogleraar aan het Max Planck Institute for European Legal History in Frankfurt, aan de University of California at Berkeley, aan het Merton College, Oxford, en aan het UCLA.
In 2003 werd ze lid van de Koninklijke Vlaamse Academie van België voor Wetenschappen en Kunsten.
In 2004 werd haar een huldeboek aangeboden, met de bijdragen van het colloquium in 2001 gehouden naar aanleiding van haar vertrek uit Amsterdam onder de titel Education and Learning in the Netherlands, 1400-1600: Essays in Honour of Hilde De Ridder-Symoens. De uitgevers waren J. J. van Moolenbroek en Ad Tervoort (Brill Publishers, Leiden and Boston, 2004).
Ze ontving aan haar eigen universiteit de Sartonmedaille.

## Publicaties
- De Brabantse leden van de Germaanse natie van de rechtsuniversiteit van Orleans (1444-1555), doctoraatsverhandeling, 1969.
- Les livres des procurateurs de la nation germanique de l'ancienne Université d'Orléans, 1444-1602, 4 vol., Brill Publishers, Leiden, 1971-2015).
- De universitaire vorming van de Brabantse stadsmagistraat en stadsfunktionarissen, Leuven en Antwerpen, 1430-1580, Gent, 1977.
- Universiteitsgeschiedenis als bron voor sociale geschiedenis, Gent, 1978.
- Les origines géographique et sociale des étudiants de la nation germanique de l'ancienne université d'Orléans (1444-1546), Gent, 1978.
- Adel en universiteiten in de zestiende eeuw : humanistisch ideaal of bittere noodzaak?, Gent, 1980.
- Milieu social, études universitaires et carrière des conseillers au Conseil de Brabant (1430-1600), Gent, 1981.
- De universiteiten van Dowaai en Rijsel, centra van cultuur in de Franse Nederlanden, Rekkem, Ons Erfdeel, 1986.
- Possibilités de carrière et de mobilité sociale des intellectuels-universitaires au moyen âge, Gent, 1986.
- (samen met Raoul VAN CAENEGEM en Daniël LAMBRECHT) Les arrêts et jugés du parlement de Paris sur appels flamands conservés dans les registres du parlement, Brussel, 1986.
- Tot nut of onnut van 't algemeen. De functie van de universiteit in de middeleeuwen, Amsterdam, 1987.
- Studenten uit het Meetjesland aan Europese universiteiten, Gent, 1989.
- (met C. M. RIDDERIKHOFF) A History of the University in Europe, de twee eerste volumes, Cambridge University Press, 1992 & 1996.
- Renaissance en humanisme : hun invloed op de maatschappij, Gent, 1992.
- Recrutement géographique des étudiants de la nation germanique de l'ancienne université d'Orléans, 1547-1567, Gent, 1992.
- (samen met Adriaan VERHULST) Geschiedenis van de Nederlanden, Gent, 1998.
- 1350 jaar Gent, de Gentenaars en hun scholen, in: Gent, Waar is de Tijd?, Zwolle, Waanders, 1999.